# Ка де Бонђи (Модена)
Ка де Бонђи је насеље у Италији у округу Модена, региону Емилија-Ромања.
Према процени из 2011. у насељу је живело 26 становника. Насеље се налази на надморској висини од 565 м.